# Biserica Sfântul Mina din Iași
Biserica „Sfântul Mina” din Iași se află pe strada Păcurari nr. 116.  
A fost zidită în anul 1812 de generalul maior de gardă superioară Johann von Staedter (Jochan Gheorg von Städter) in memoria fiului său, mort în război.  
Biserica a aparținut comunității luterane (evanghelice) din Iași, dar din anul 1945, pentru a fi salvată de furia postbelică de distrugere a ceea ce fusese german, comunitatea luterană cedează biserica comunității ortodoxe iar parohia Toma Cozma a reamenajat-o. 
În anul 2008 biserica a primit în dar o părticică din moaștele Sfântului Mare Mucenic Mina care a oferit și hramul bisericii, prăznuit la 11 noiembrie. 
Biserica are forma de navă în exterior și treflată în interior, cu absida altarului semicirculară și o turlă deasupra pridvorului. Interesant este modul în care a fost adaptat stilul gotic la stilul moldovenesc. 